# (10470) Bartczak
(10470) Bartczak – planetoida z głównego pasa planetoid okrążająca Słońce w ciągu 3,58 lat w średniej odległości 2,34 au. Odkrył ją Schelte Bus 2 marca 1981 roku w Obserwatorium Siding Spring. Nazwa planetoidy pochodzi od Przemysława Bartczaka (ur. 1974) – polskiego astronoma pracującego w Obserwatorium Astronomicznym Uniwersytetu im. Adama Mickiewicza w Poznaniu.